# Dasytini
Dasytini es una tribu de coleópteros polífagos de la familia Melyridae.

## Géneros
- Allotarsus Graells, 1858
- Amecocerus Solier, 1849
- Dasysoma Schilsky, 1896
- Dasytes Paykull, 1799
- Divales Laporte de Castelnau, 1836
- Dolichophron Kiesenwetter, 1867
- Dolichosoma Stephens, 1830
- Enicopus Stephens, 1830
- Graellsinus Escalera, 1927
- Listrocerus Majer, 1998
- Psilothrix Küster, 1850
- Trochantodon Escalera, 1927